# 下落合 (伊勢原市)
下落合（しもおちあい）は、神奈川県伊勢原市の地名。郵便番号は259-1121。

## 人口
昭和40年代までほとんど世帯数の変化はなかったが、50年代に入ると土地区画整理事業組合の発足、さらに東西に走る県道横浜伊勢原線の4車線化工事が始まるなど地域の変貌が著しくなった。
人口は1975年に世帯数73戸、222人となり、1990年には世帯数507戸、1655人にまで増加した。2013年には世帯数724戸、1785人である。
2023年（令和5年）9月1日現在（伊勢崎市発表）の世帯数と人口は以下の通りである。
| 町丁   | 世帯数 | 人口    |
| ------ | ------ | ------- |
| 下落合 |        | 1,886人 |

### 人口の変遷
国勢調査による人口の推移。
| 年                 | 人口  |
| ------------------ | ----- |
| 1995年（平成7年）  | 1,764 |
| 2000年（平成12年） | 1,766 |
| 2005年（平成17年） | 1,841 |
| 2010年（平成22年） | 1,808 |
| 2015年（平成27年） | 1,835 |
| 2020年（令和2年）  | 1,918 |

### 世帯数の変遷
国勢調査による世帯数の推移。
| 年                 | 世帯数 |
| ------------------ | ------ |
| 1995年（平成7年）  | 636    |
| 2000年（平成12年） | 634    |
| 2005年（平成17年） | 718    |
| 2010年（平成22年） | 710    |
| 2015年（平成27年） | 750    |
| 2020年（令和2年）  | 822    |

## 地価
住宅地の地価は、2023年（令和5年）1月1日の公示地価によれば、下落合627番9の地点で9万4500円/m2となっている。

## 歴史
下落合は、江戸時代の頃から30数軒からなる村で、現在厚木市の上落合とは行政や教育など協力関係にあったとされている。
1873年、「天王院」に小学校が設置され、上落合も学区になっていたことがある。
1889年、下糟屋、東富岡、粟窪、高森、石田、見附島、下落合を合併して成瀬村となる。
1978年、下落合自治会が発足。

## 経済

### 産業
農業
下落合で農業を営んでいた人物は「萩原龍吉、亀井藤蔵、木村鶴吉、木村政吉、武樋榮三郎、武樋秀五郎、山田廣吉」、農蚕業を営んでいた人物は「大木又次郎」、養蚕業を営んでいた人物は「亀井峰吉」などがいた。
商業
- 木村鶴吉（米穀仲買商）[13]
- 亀井藤蔵（絹織物貿易商）[14]

## 事業所
2021年（令和3年）現在の経済センサス調査による事業所数と従業員数は以下の通りである。
| 町丁   | 事業所数 | 従業員数 |
| ------ | -------- | -------- |
| 下落合 | 55事業所 | 799人    |

### 事業者数の変遷
経済センサスによる事業所数の推移。
| 年                 | 事業者数 |
| ------------------ | -------- |
| 2016年（平成28年） | 66       |
| 2021年（令和3年）  | 55       |

### 従業員数の変遷
経済センサスによる従業員数の推移。
| 年                 | 従業員数 |
| ------------------ | -------- |
| 2016年（平成28年） | 940      |
| 2021年（令和3年）  | 799      |

## 地域
宗教
- 天王院[13]（曹洞宗）

## 出身・ゆかりのある人物
- 亀井善彰（参議院議員）
- 亀井善之（衆議院議員、農林水産大臣）
- 亀井善太郎（衆議院議員）
- 亀井藤蔵（神奈川県会議員）[14]

## その他

### 日本郵便
- 郵便番号 : 259-1121[3]（集配局 : 伊勢原郵便局[18]）。